# Ishania perforata
Ishania perforata là một loài nhện trong họ Zodariidae.
Loài này thuộc chi Ishania. Ishania perforata được Rudy Jocqué & Léon Baert miêu tả năm 2002.